# Policia d'Israel
La Policia d'Israel (en hebreu: משטרת ישראל) (en àrab: شرطة اسرائيل) és la força de policia de l'Estat d'Israel. Com la majoria de les altres forces de policia al món, els seus deures inclouen la lluita contra el crim, el control de trànsit i el manteniment de la seguretat pública. En cas d'urgència, una persona pot trucar a la policia marcant el número 100 des de qualsevol telèfon. El centre de comandament central de la Policia d'Israel es troba en la ciutat de Jerusalem.

## El centre de comandament

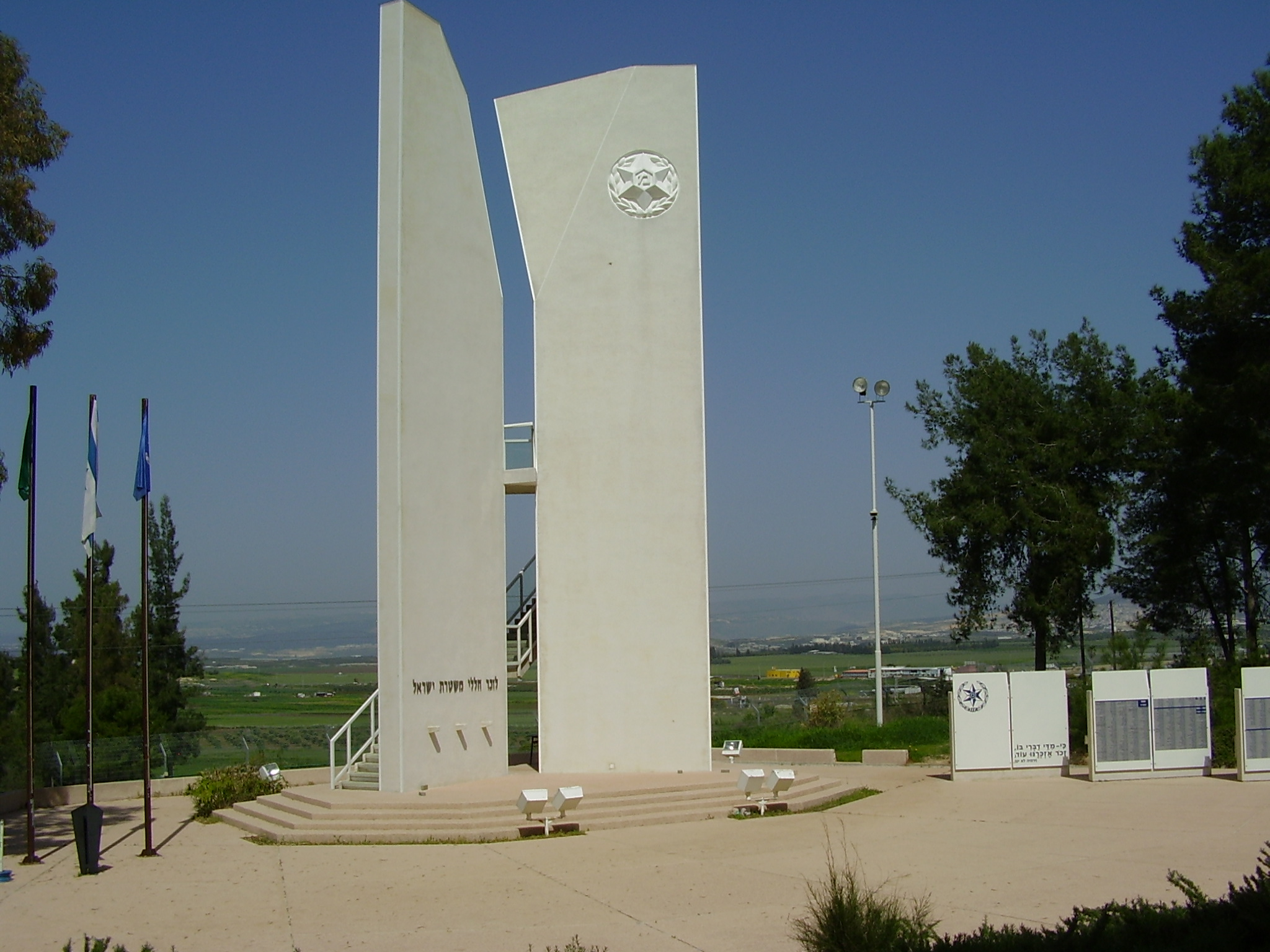
Memorial de la Policia israeliana.

La seu central de la policia de l'Estat d'Israel (en hebreu: משטרת ישראל) actualment es troba a Jerusalem. Durant les primeres dues dècades de la història de l'Estat, la seu central de la policia israeliana estava a la ciutat de Tel-Aviv. Com l'organització va augmentar la seva mida, la necessitat d'un edifici nou personal es va fer evident. Després de la Guerra dels Sis Dies, quan Israel va capturar la totalitat de Jerusalem, una nova ubicació va ser triada a l'est de Jerusalem, entre la Muntanya Scopus i la part occidental de la ciutat. L'edifici original va ser planejat durant el període d'ocupació jordà com un hospital, però va ser redissenyat per l'arquitecte Dan Eytan i després fou inaugurat en 1973, moment en què es construeix un segon edifici més gran. L'edifici del Ministeri de Seguretat Pública es va construir més tard al costat de la caserna de la policia.

## Les funcions del cos de Policia
La policia d'Israel és responsable de la seguretat pública, manteniment de l'ordre públic, assegurar els esdeveniments públics i manifestacions, el desmantellament de les bandes perilloses, la desactivació d'explosius, les operacions antiavalots, l'aplicació de la Llei, la lluita contra el crim i la delinqüència, el treball conjunt amb la policia secreta i els detectius, les operacions encobertes contra les xarxes de la droga i la prostitució, la investigació i recerca de possibles sospitosos, el control del trànsit a les carreteres, pobles i ciutats, operacions conjuntes amb la Guàrdia Civil i amb els voluntaris, el control dels permisos d'armes, la tramitació de reclamacions civils, el control de la violència juvenil amb campanyes d'educació, i l'entrenament policial dels cossos i forces de seguretat de l'Estat.

## Organització del cos de Policia
La Policia d'Israel constitueix una força professional, amb unes 35.000 persones en la seva nòmina. També hi ha 70.000 voluntaris de la Guàrdia Civil, que poden contribuir oferint una part del seu temps lliure, per ajudar a les Forces de l'ordre, i ofereixen un servei a les seves pròpies comunitats.

## Unitats del cos de Policia

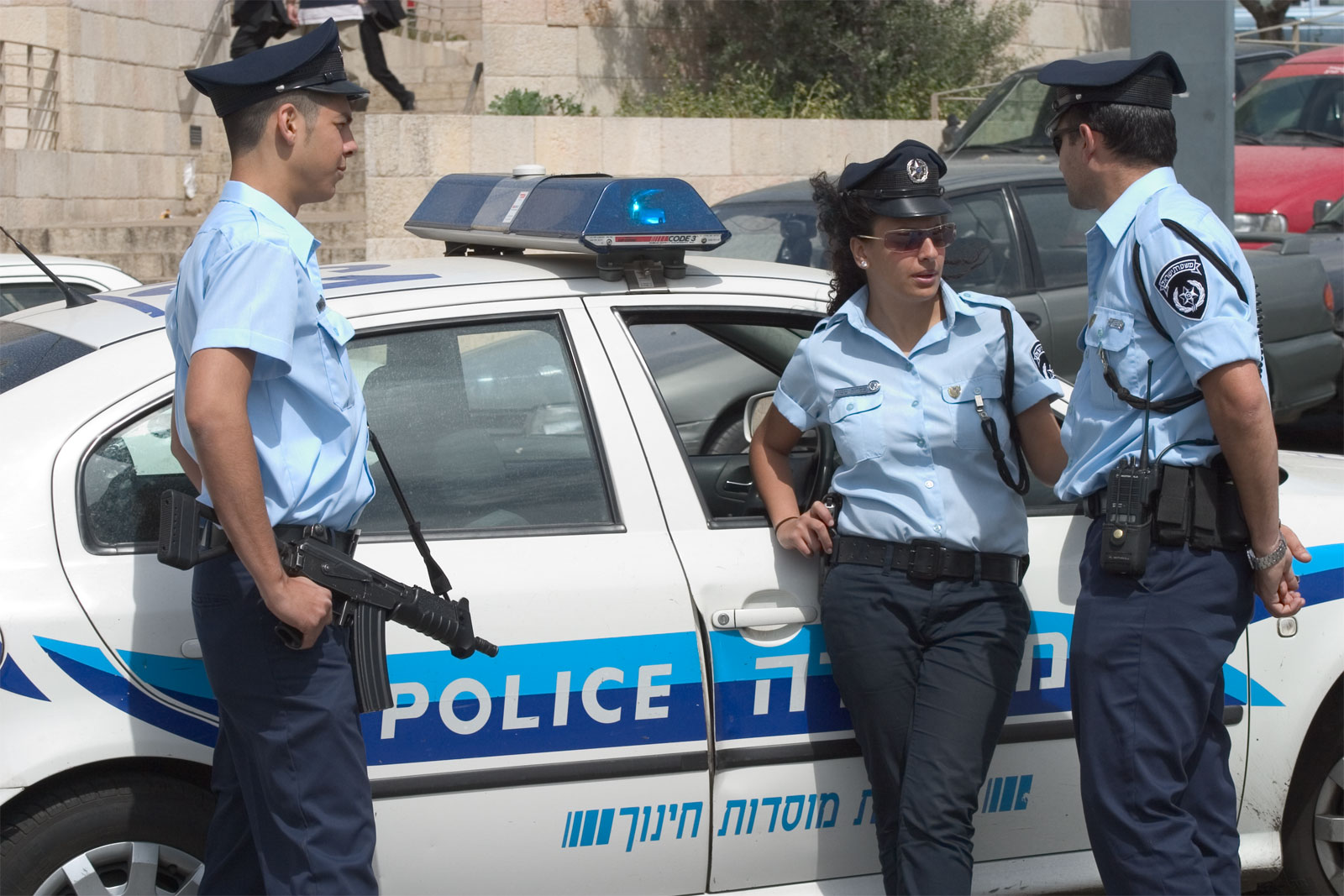
Agents de la policia d'Israel

- Relacions Internacionals
- Assessoria Jurídica
- Control de la Immigració
- Auditoria i Comptes
- Delictes Econòmics
- Denúncies Públiques
- Tribunal Disciplinari
- Servei d'Administració
- Seguretat ciutadana

## Departaments

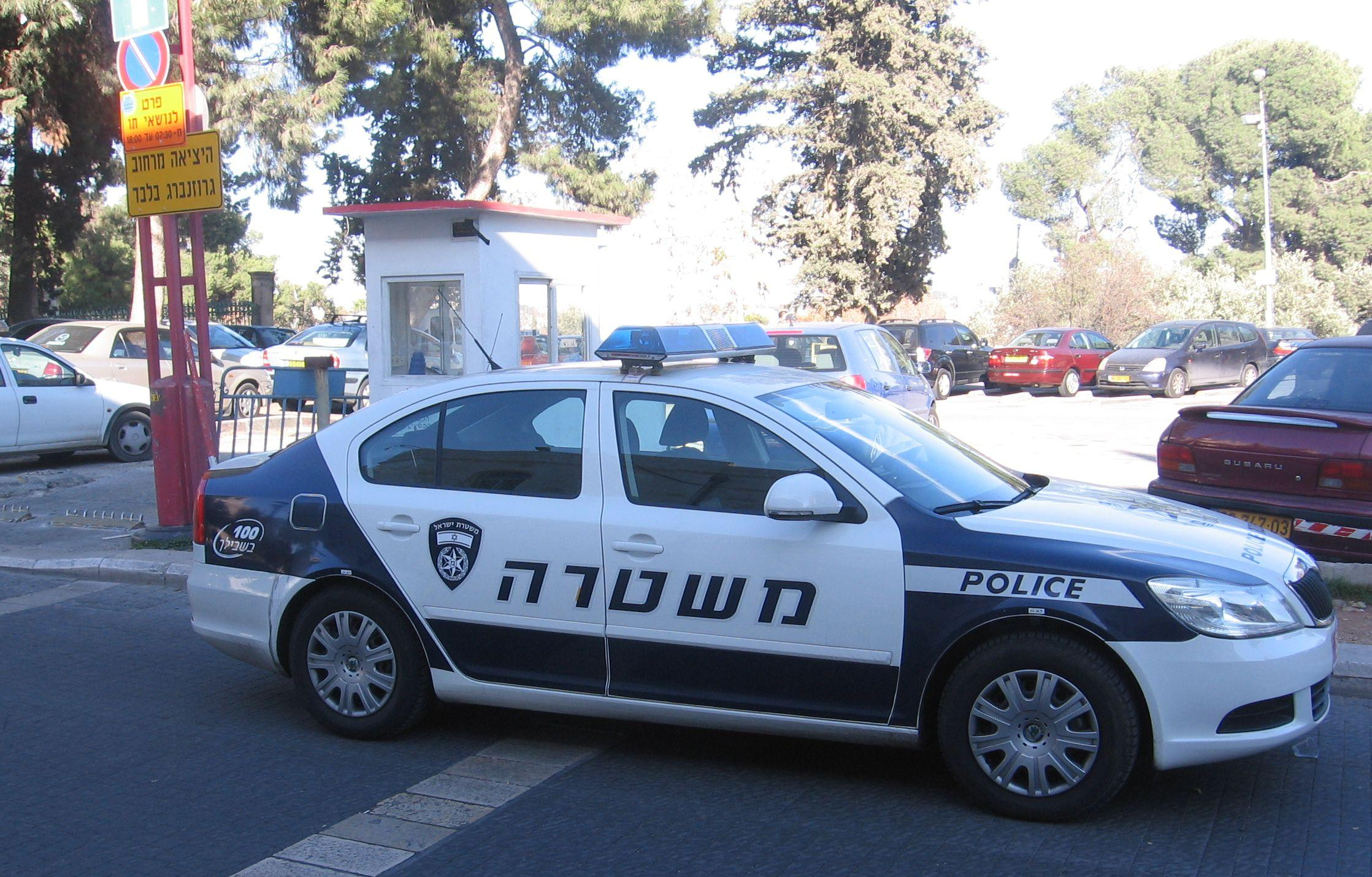
Cotxe de la Policia d'Israel

- Recursos Humans
- Recerca de sospitosos
- Servei d'Intel·ligència
- Suport Logístic
- Organització i planificació
- Policia Nacional de Trànsit
- Patrullatge i Seguretat
- Serveis a la comunitat
- Guàrdia Civil

## Districtes Regionals

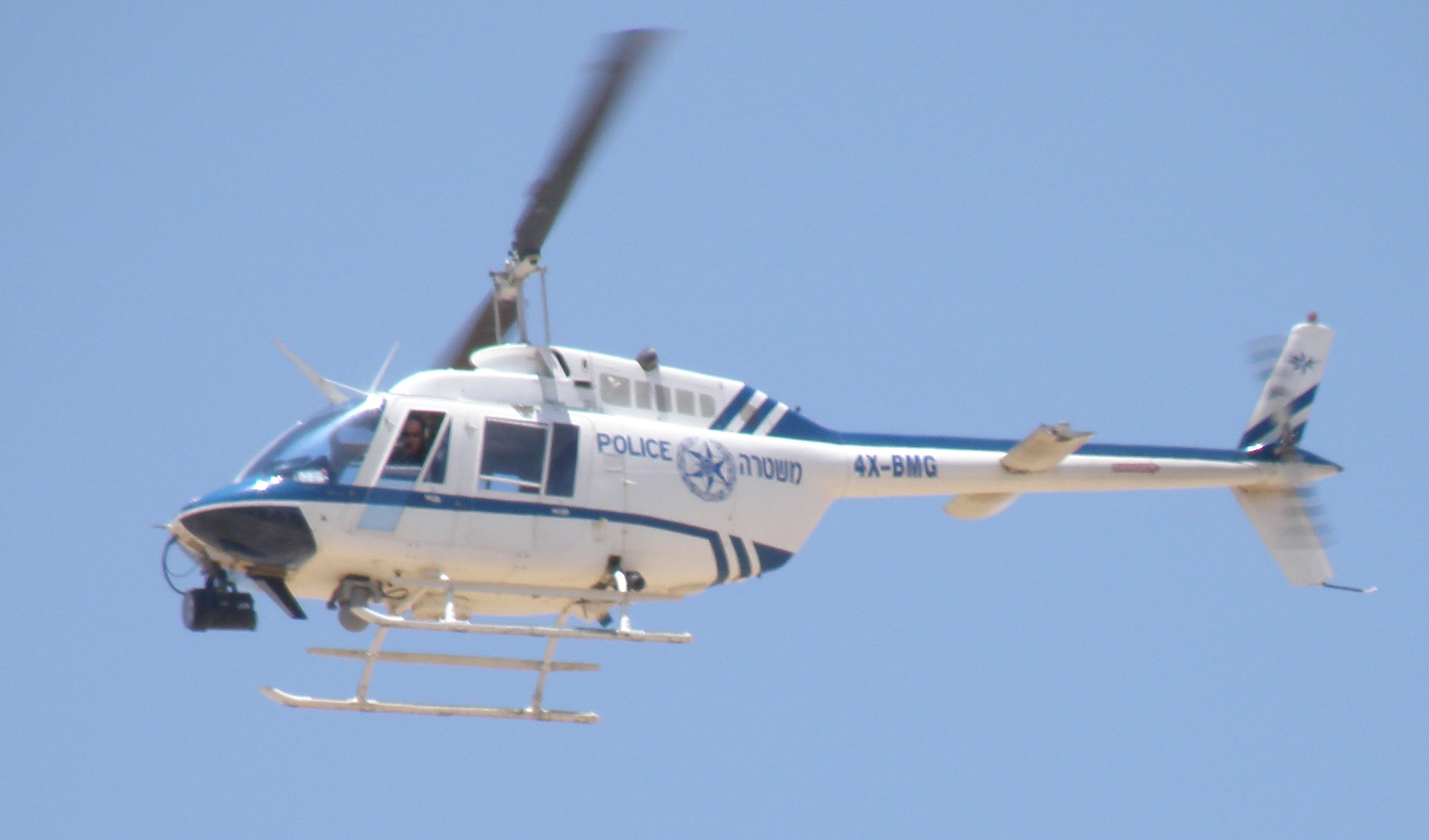
Helicòpter de la Policia d' Israel

- Àrea de Judea i Samaria
- Districte Central
- Districte de Haifa
- Districte de Jerusalem
- Districte de Tel-Aviv
- Districte del Nord
- Districte del Sud

## Orquestra de la Policia d'Israel

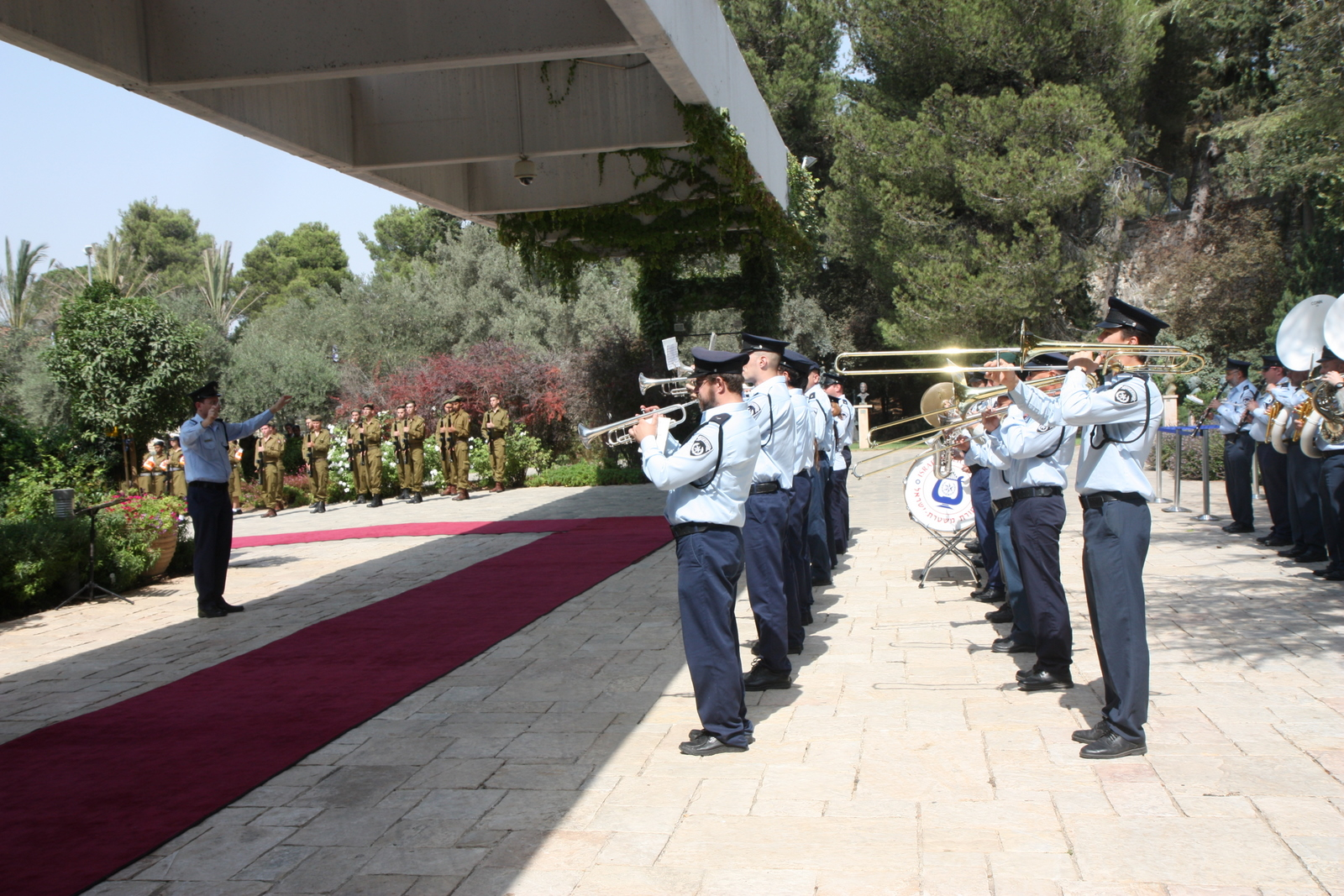
Banda musical de la policia israeliana.

L'Orquestra de la Policia d'Israel (en hebreu: תזמורת משטרת ישראל‎, Tizmoret Mishteret Yisrael) és la banda musical de la policia israeliana, la banda participa en les cerimònies policials, així com les cerimònies oficials de l'Estat, en esdeveniments municipals i en diverses celebracions comunitàries. La banda de música de la policia palestina es va fundar en 1921. La banda de la policia d'Israel, es va formar poc després de l'establiment de l'Estat de Israel en el territori del Mandat Britànic de Palestina. Aubrey Silver, un músic jueu de Londres, va ser director de la banda des de 1921 fins a la seva mort en 1944. Naphtali Grabow va ocupar aquest mateix càrrec des de 1944 fins a 1961. Menashe Lev va ser el director de l'orquestra en 2008. El director actual és Michael Gurevich.

## Policia de fronteres d'Israel
La Policia de Fronteres d'Israel (també es anomenada Magav) és el braç armat de la policia i serveix principalment a les zones més arriscades com poden ser les fronteres, els Territoris Palestins i també a les àrees rurals. La Policia de Fronteres d'Israel està formada tant per agents professionals, com per reclutes de lleva de les FDI que fan el Servei militar en el cos de Policia.

## Forces especials

### Yamam
- La Yamam (acrònim d'Unitat Especial de Policia) és l'elit de la policia la unitat de rescat d'ostatges. És conegut com un dels més experimentats i especialitzats al món. La unitat ha participat en centenars d'operacions dins i fora de les fronteres d'Israel.

### Yasam
- La Yasam és la unitat antiterrorista de guàrdia en cada districte. Les unitats, que originalment van començar com a granaders, van ser creades per ajudar en operacions de lluita contra el terrorisme. S'ha guanyat una reputació de ser la força d'elit de guàrdia i estan preparats en qualsevol moment. La Yasam té sub-unitats de resposta ràpida que operen amb motocicletes.